# Сельцо (Дятьковский район)
Сельцо́ — деревня в Дятьковском районе Брянской области, в составе Ивотского городского поселения. Расположена в 11 км к северо-западу от посёлка городского типа Ивот, на реке Ветьме. Население — 904 человека (2010). Имеется отделение связи,школа, детский сад,дом культуры, библиотека.

## История
Упоминается с 1610 года; входила в состав Хвощенской волости Брянского уезда. В XVIII веке — владение Волконских, Потресовых; позднее переходит к Мальцовым, Мельниковым и др. Входила в приход села Бацкино; в 1892 году была открыта церковно-приходская школа. С 1861 по 1924 в Бытошевской волости Брянского (с 1921 — Бежицкого) уезда; позднее в Дятьковской волости, Дятьковском районе (с 1929). До 2005 являлась центром Сельцовского сельсовета.